# Abel Tasman

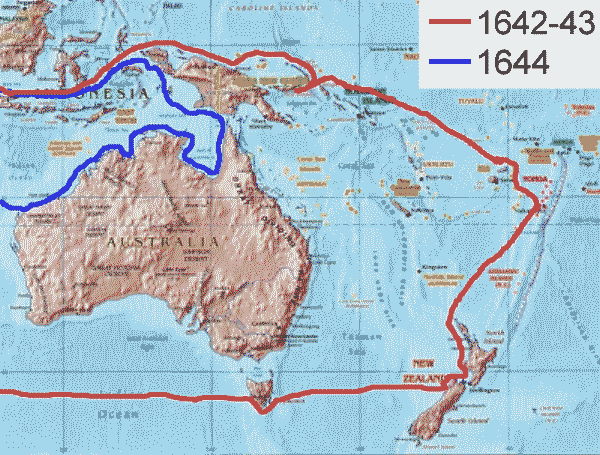
Tasmansroutes

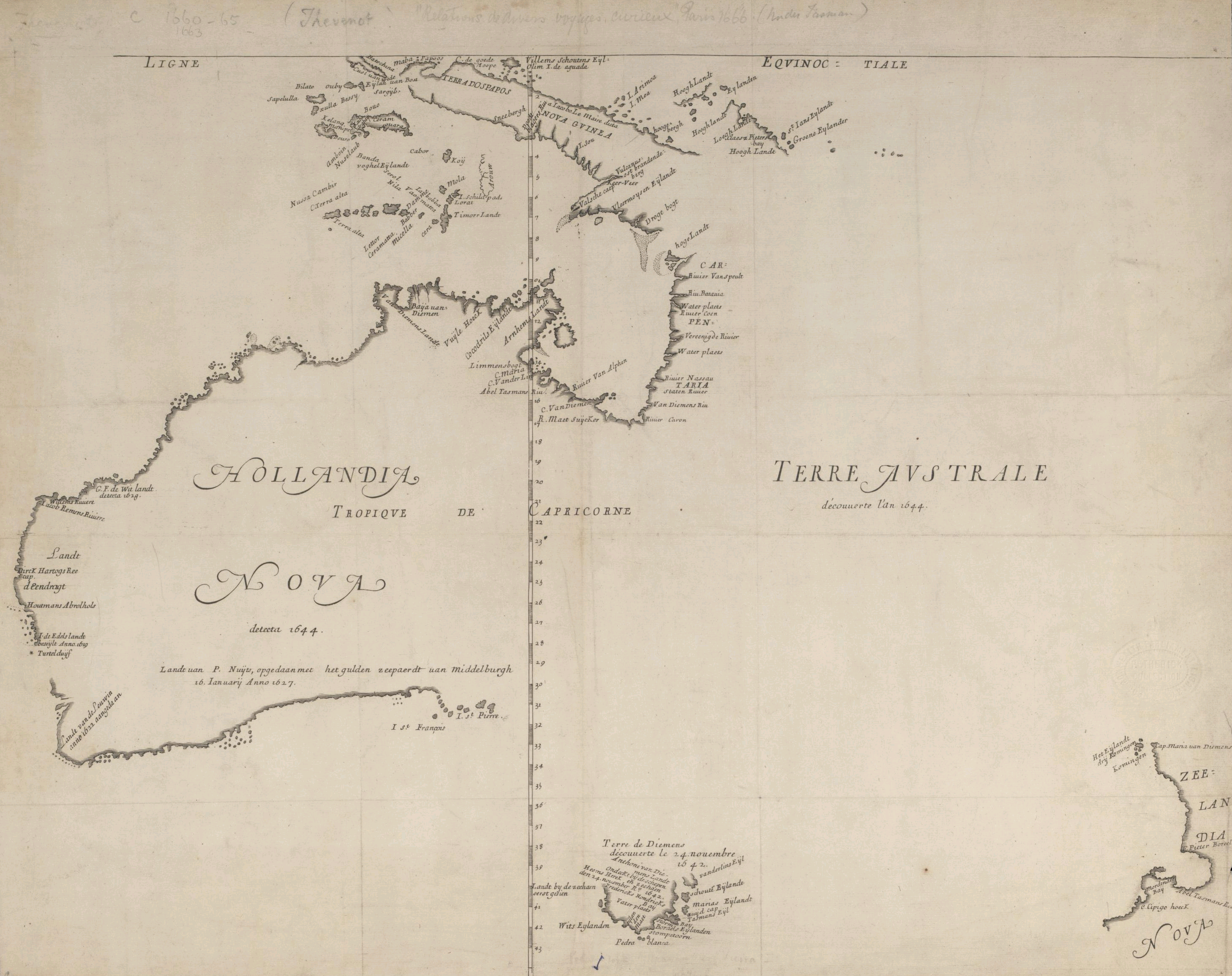
Kaart van Nieuw Nederland door Melchisédech Thévenot (1670), gebaseerd op gegevens van Willem Janszoon en Abel Tasman; aangekocht door Eugenius van Savoye. De kaart van Australië laat bij het vrijwel nog onbekende Nieuw-Zeeland de ligging van de Moordenaarsbaai zien.

Abel Janszoon Tasman (Lutjegast, 1603 – Batavia, 10 oktober 1659) was een Nederlands ontdekkingsreiziger in dienst van de Vereenigde Oost-Indische Compagnie (VOC). Hij is het bekendst geworden door zijn reizen tussen 1642 en 1644, opgezet door Antonie van Diemen. Tijdens deze reis ontdekte hij Tasmanië, Nieuw-Zeeland en Tongatapu. Alleen op het laatste eiland werd de bemanning vriendelijk onthaald.
Tasman had als opdracht het land te onderzoeken dat toen bekendstond als Nieuw-Holland (het tegenwoordige Australië), waarvan de westkust al door Nederlanders ontdekt was, om vast te stellen of het land deel uitmaakte van het vermeende Terra Australis, een zuidelijk continent, dat zou moeten bestaan om de aarde in evenwicht te houden. De VOC hoopte dat door deze reis dit onbekende continent voor de handel geopend en vervolgens geëxploiteerd zou kunnen worden.

## Vroege reizen
In 1633 vertrok Tasman in dienst van de VOC vanuit Amsterdam naar Batavia. In 1637 was hij weer terug. In 1639 was hij tweede man van de expeditie van Matthijs Quast, waarbij de zeeën ten oosten van Japan werden onderzocht. Tasman had voor tien jaar getekend, zodat hij zijn vrouw kon meenemen. In 1640 bezocht hij als schipper Nederlands Formosa. Hij had geschenken aan boord voor de shogun in Edo, die had verordonneerd dat de handelspost van Hirado naar Dejima moest worden verplaatst.

## Eerste expeditie (14 augustus 1642 - 15 juni 1643)
In opdracht van Antonio van Diemen, Cornelis van der Lijn, Joan Maetsuycker, Justus Schouten, Salomon Sweers, Cornelis Witsen en Pieter Boreel vertrok Tasman als commandant van Batavia (het huidige Jakarta) met twee kleine schepen, de Heemskerck en de Zeehaen eerst naar Mauritius om goederen en post af te leveren. Daar kwamen de schepen op 5 september aan. De schepen, die in slechte conditie waren, werden gerepareerd, er werd brandhout gehakt en de bemanning had toestemming om te jagen en zich te goed te doen aan vlees, verse groenten en fruit. Op 8 oktober vertrok hij met gunstige wind oostwaarts tot een zuidelijkere breedte dan tot dan toe gedaan was. Op 6 november begon het te sneeuwen en hagelen en commandant Tasman besloot de koers naar het noorden te verleggen.
Ze voeren verder dan Pieter Nuyts had gedaan en ontdekten op 24 november na zo'n 9000 km zeilen het eiland Tasmanië. Hij doopte het Antonie van Diemensland. Deze naam werd behouden door de Britten die er, eeuwen later, de strafkolonie Van Diemensland vestigden. Op 1 december werd aan land gegaan om verse groente en zoet water te zoeken. De bemanning hoorde muziek en zag rookpluimen, maar niemand van de lokale bevolking, de Tasmaniërs, liet zich zien. Met veel moeite werd een vlag geplant en de beide schepen voeren verder naar het oosten. 
Op 13 december 1642 kregen Tasman en zijn mannen een groot hoog verheven landt in zicht. Ze zagen als eerste Europeanen de westkust van het Zuidereiland van Nieuw-Zeeland, nu Okarito. De Zeehaen en de Heemskerck voeren noordwaarts langs de westkust van Nieuw-Zeeland. Tasman noemde het land Statenland, denkende dat het het eiland was zuidelijk van Kaap Hoorn, dat door Jacques l'Hermite zo was genoemd. Nabij de noordpunt van het Zuidereiland zette hij het anker uit in een baai. Bij het binnenlopen werd door een Maori op een soort trompet geblazen. Tasman liet deze begroeting op zijn beurt beantwoorden met trompetsignalen. De bevolking benaderde de beide schepen, maar bleek niet geïnteresseerd in de textiel die ze werd voorgehouden. Bovendien konden ze elkaar niet verstaan. Het bleek dat de woordenlijst voor de Salomonseilanden die Tasman bezat, afkomstig van Jacob le Maire, niet voldeed.
De volgende dag werden vier scheepslieden van de Zeehaen, die in een prauw aan land wilden gaan of het andere schip wilden bezoeken, gedood. Waarschijnlijk werden de trompetsignalen van de vorige dag door de Maori's als oorlogsverklaring uitgelegd. Tasman gaf deze plaats de naam Moordenaarsbaai en besloot noordwaarts te zeilen. Niettemin kwamen er 22 prauwen achter hen aan, waarvan de voorste man een wit vlaggetje in de hand had. Hij werd beschoten door de woedende bemanning van de Zeehaen en een verdere achtervolging bleef achterwege.
Tegenwoordig heet Moordenaarsbaai Golden Bay. In deze mooie maar afgelegen baai, nabij de plek waar men denkt dat Abel Tasmans schepen voor anker gingen, werd in 1942 een monument opgericht. Dit monument werd na een opknapbeurt in 1992 door koningin Beatrix tijdens een staatsbezoek aan Nieuw-Zeeland opnieuw onthuld.

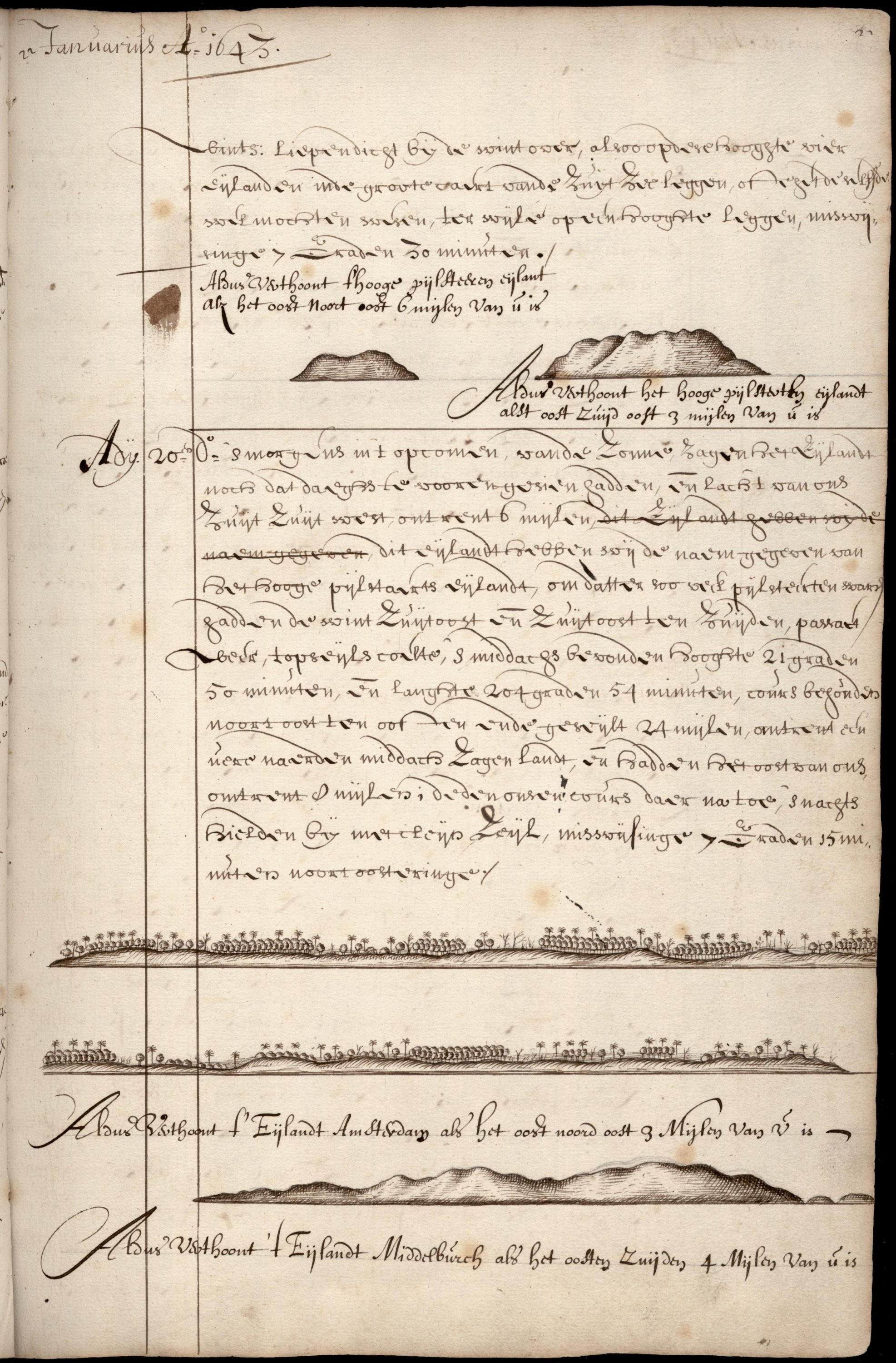
Een bladzijde uit Tasmans scheepsjournaal over het eiland Amsterdam (Tongatapu).

Op 20 december miste Tasman de zeestraat die later Straat Cook zou gaan heten, die het Noorder- en het Zuidereiland scheidt, en nam aan dat het ontdekte land een deel van Terra Australis was, het onbekende Zuidland. Begin januari 1643 ontdekte hij de Driekoningeneilanden. Hij zeilde verder naar de Tonga-eilanden, die hij 20 januari in zicht kreeg. Op het eiland Amsterdam (nu Tongatapu) ruilde hij water, tientallen varkens, 70 kippen, kokosnoten en bananen tegen wit katoen, een stuk oud zeildoek, diverse spijkers, twee spiegels en wat kralen. De expeditie voer langs Vanua Levu, behorend tot de Fiji-eilanden en via de Salomonseilanden kwamen de twee schepen na zes weken regen terecht in de Bismarckarchipel, ten noordoosten van Nieuw-Guinea.
De Papoea's, die in hun versierde prauwen langs kwamen, toonden nauwelijks belangstelling voor de stukken oude zeildoek en de spijkers die hen werden aanboden. In april voer Tasman langs het vulkanische Karkar dat in 1616 door Willem Schouten en Jacob le Maire het 'hoge eiland' werd genoemd. Onderweg kochten ze op de Schouteneilanden 6000 kokosnoten en honderd trossen bananen voor oude spijkers en messen. De scheepsraad besloot op 24 mei van Halmahera rechtstreeks terug te varen naar Batavia, vanwege de heersende wind en stroom. Op 5 juni zwom een van de bemanningsleden, die verdacht werd van aanranding van de kajuitsknecht, stiekem naar de kust. Via Boeton kwamen de schepen op 15 juni aan in Batavia. Gedurende de hele reis had Tasman slechts vijftien bemanningsleden verloren.
Tasmans geïllustreerde scheepsjournaal van deze reis bevindt zich in het Nederlands Nationaal Archief.

## Tweede expeditie naar Nieuw-Guinea
Op zijn tweede reis, in 1644, volgde hij de zuidkust van Nieuw-Guinea. Hij wendde de steven al voordat hij de Straat Torres tussen Nieuw-Guinea en Australië had kunnen ontdekken, en zette zijn reis westwaarts voort langs de noordkust van Australië, die hij volledig in kaart bracht.
Vanuit het oogpunt van de VOC waren Tasmans ontdekkingen een mislukking; zijn verkenningen waren te oppervlakkig. Hij was te weinig aan land gegaan en had geen geschikt handelsgebied gevonden, noch verbeterde zeeroutes naar bekende gebieden. Gedurende meer dan een eeuw (tot de tijd van James Cook), zou de reis van Tasman het enige Europese bezoek aan Tasmanië en Nieuw-Zeeland blijven. Australië werd nog wel enkele malen bezocht, meestal bij toeval.

## Derde expeditie naar de Filipijnen
In april 1648 kreeg Tasman de leiding over een expeditie van acht schepen met 900 zeelui en 250 soldaten die als doel had om bij de Filipijnen de Spaanse zilvervloot uit Mexico te onderscheppen. Het nieuws van de op 30 januari van dat jaar gesloten Vrede van Münster was nog niet doorgedrongen in Zuidoost-Azië. Het is niet onmogelijk dat de Republiek der Zeven Verenigde Nederlanden op deze manier probeerde de Spanjaarden nog een flinke slag toe te brengen. De expeditie slaagde er echter niet in een Spaans galjoen te veroveren. Een door de Nederlanders achtervolgd Spaans schip zette de kostbare lading overboord en bracht zichzelf tot zinken. Teleurgesteld trokken de schepen van Tasman langs de Filipijnen waarbij in het kustgebied werd geplunderd.
Na dit mislukte eerste deel van de opdracht zeilde het eskader door naar Ayutthaya om daar als tweede deel van de opdracht de koning bij te staan in een oorlog. De oorlogsplannen van de koning van Ayutthaya waren echter gewijzigd, krijgshulp van de VOC was daardoor niet meer nodig. In januari 1649 keerden ze terug in Batavia. Tegen Tasman werd een aanklacht ingediend omdat hij zonder vorm van proces een matroos had laten ophangen. Tasman moest een forse schadevergoeding betalen en zijn reputatie was beschadigd.
Tasman nam in 1652 ontslag bij de VOC. Hij behoorde inmiddels tot de rijkste inwoners van Batavia. Na zijn overlijden in 1659 werd het vermogen verdeeld tussen zijn vrouw Jannetje en Klaasje, dochter uit Tasmans eerste huwelijk. De diaconie van zijn geboorteplaats Lutjegast ontving een bedrag van 25 gulden ten behoeve van de armen.

## Nagedachtenis

### Nieuw-Zeeland
Naar Tasman zijn de Tasmanzee en een nationaal park genoemd, evenals een berg, gletsjer, meer, rivier, baai en een indieband (Able Tasmans). Het Golden Bay Museum in de hoofdstraat van Takaka heeft een permanente expositie over het leven van Abel Tasman en zijn ontdekking van Nieuw-Zeeland.

### Australië
In 1988 onthulde koningin Beatrix tijdens een staatsbezoek aan Australië een monument ter ere van Abel Tasman in Hobart (Tasmanië). Ook kent Hobart een Tasman Bridge.

In juni 2018 werd bekend dat voor de Australische Marine de Hunterklasse gebouwd wordt, waarvan het eerste schip, de Hunter, in 2022 in de vaart zal worden genomen. Het derde schip uit deze uit negen Type 26-fregatten bestaande serie zal de naam Abel Tasman dragen.

### Nederland
In Nederland zijn in veel plaatsen straten en pleinen naar Tasman genoemd. In Groningen is behalve de Abel Tasmanbrug een torenflat en een afdeling van de Groningse Schoolvereniging naar hem vernoemd. Ook Utrecht kent een Tasmanbrug. In zijn geboortedorp Lutjegast is een museum over zijn leven en speciaal zijn ontdekkingsreizen.

## Afbeeldingen

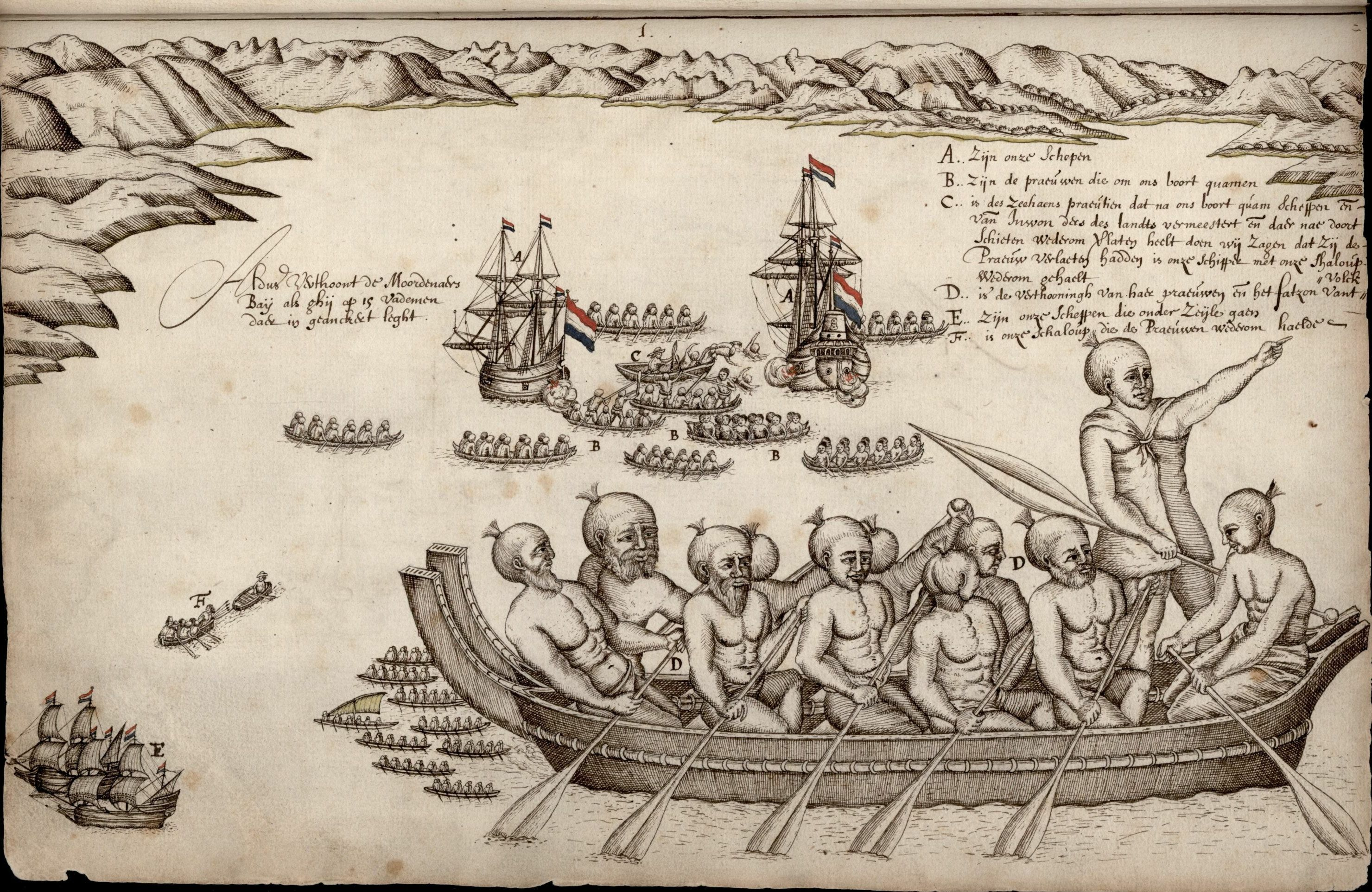
Moordenaarsbaai
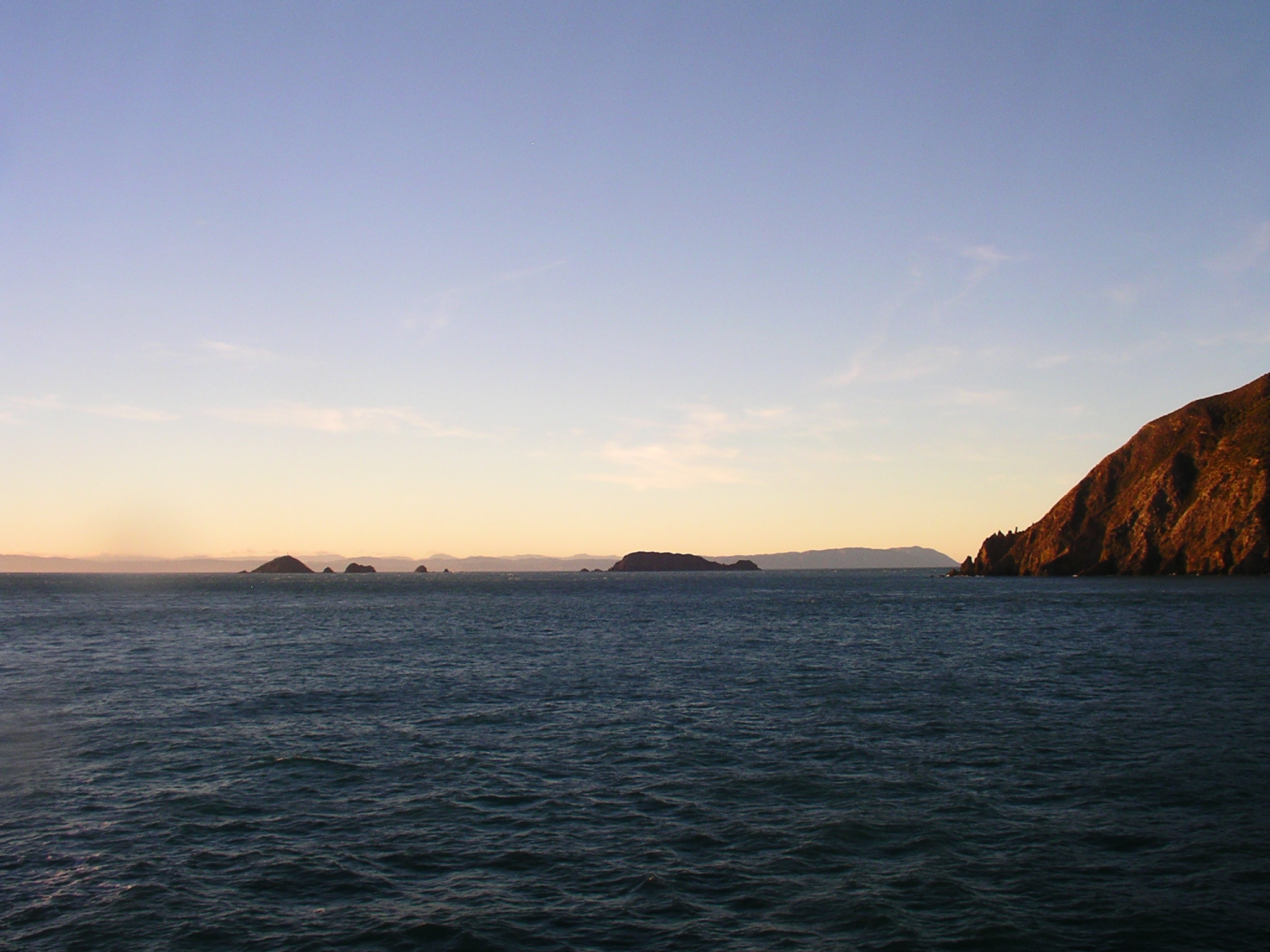
Straat Cook, waarvan Tasman dacht dat het een bocht was
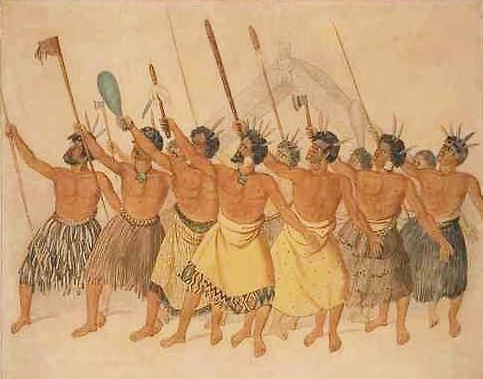
Dansende Maori op het oorlogspad
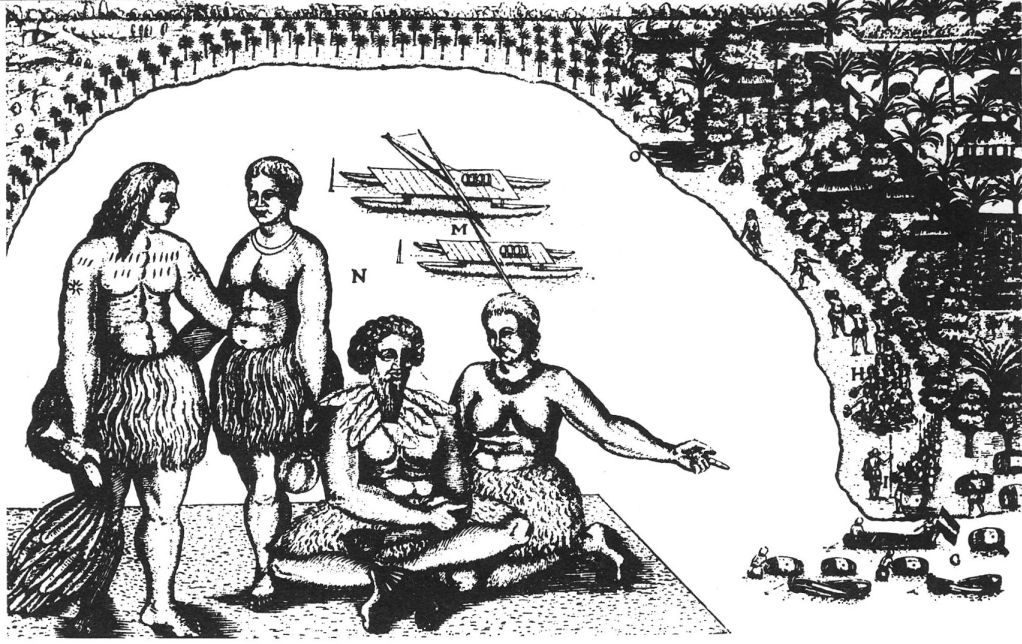
Observatie van het eiland Amsterdam (Tongatapu)
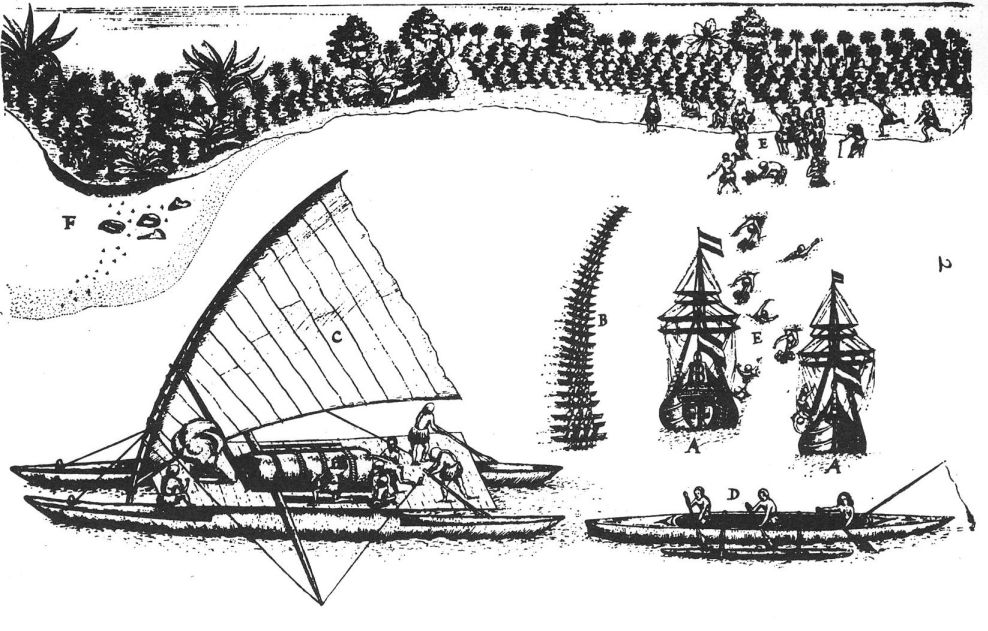
De baai van Tongatapu. Houtsnede uit het reisdagboek van Tasman 1642-43
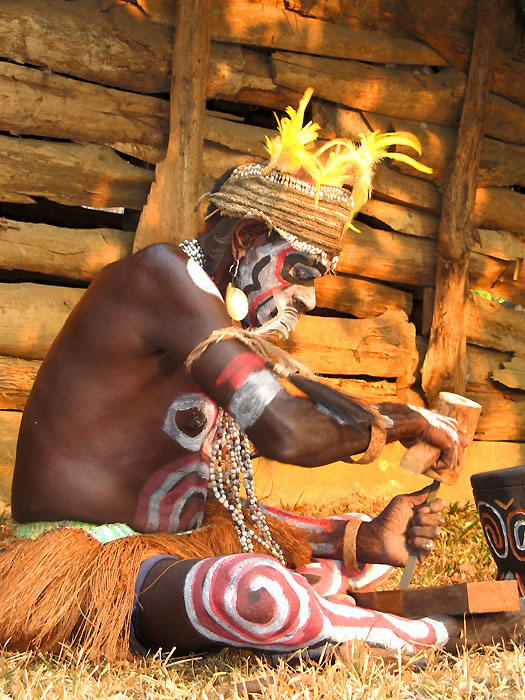
Tasman beschreef de donkere, met kalk beschilderde mannen.
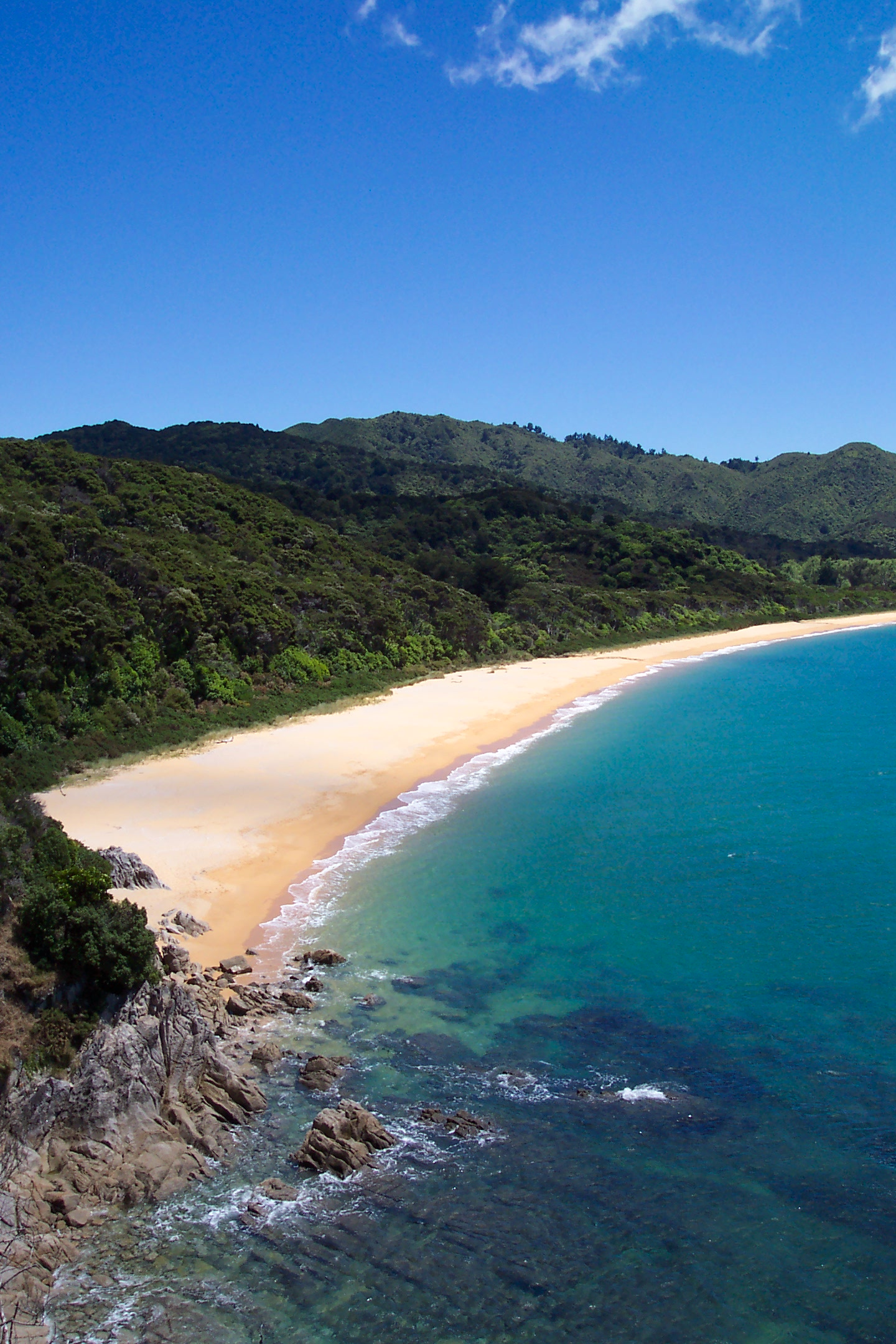
Nationaal park Abel Tasman op de noordkust van het Zuidereiland